# Gare de Chignin - Les Marches
La gare de Chignin - Les Marches est une ancienne gare ferroviaire française de la ligne de Culoz à Modane, située sur le territoire de la commune française de Chignin, à proximité de celui des Marches, dans le département de la Savoie, en région Auvergne-Rhône-Alpes.
Mise en service en août 1857 par la Compagnie du chemin de fer Victor-Emmanuel, concessionnaire d’une ligne reliant Chambéry à la Maurienne depuis 1853, sa propriété est transférée à l’État Français, qui la rétrocède à la Compagnie des chemins de fer de Paris à Lyon et à la Méditerranée (PLM), en 1867, soit sept ans après l’annexion de la Savoie en 1860. En 1938, la nationalisation du réseau ferré français au sein de la Société nationale des chemins de fer français (SNCF) entraine le transfert de la gare à cette dernière.
Elle est fermée au trafic voyageurs avant 2002.

## Situation ferroviaire

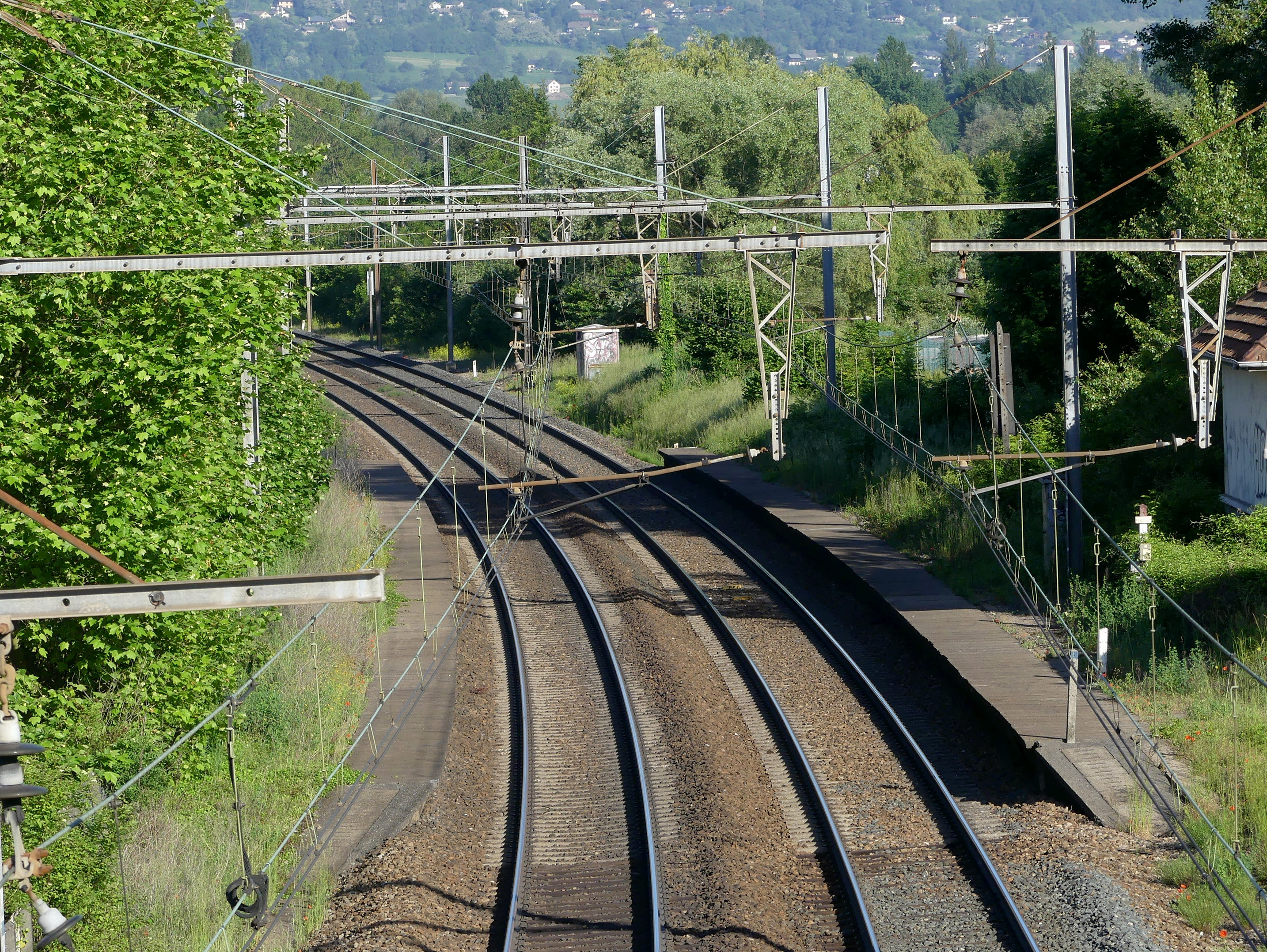
Les voies traversant la gare : à gauche pour Chambéry, à droite vers Montmélian.

Établie à 297 mètres d'altitude, la gare de Chignin - Les Marches est située au point kilométrique (PK) 147,499 de la ligne de Culoz à Modane, entre les gares ouvertes de Chambéry - Challes-les-Eaux et de Montmélian.
D’abord dotée d’une voie unique, la gare voit sa ligne doublée en direction de Cruet à partir du 7 novembre 1890, puis vers Chambéry le 2 novembre 1891.

## Histoire

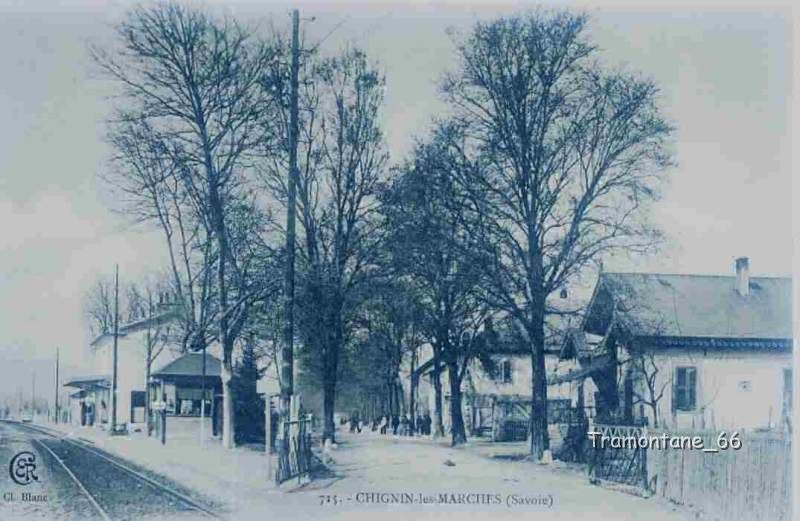
La gare vers 1904. Jusqu’en 1941, la route traverse la ligne à proximité par un passage à niveau. Après cette date, un pont enjambe les voies.

Construite à partir d’octobre 1856, la gare est inaugurée le 31 août 1857 par le roi de Piémont-Sardaigne Victor-Emmanuel II. Elle porte alors le nom de Station de la route de Grenoble et est exploitée par la Compagnie du chemin de fer Victor-Emmanuel, concessionnaire d’une ligne entre Chambéry et la Maurienne depuis mai 1853.
Après de nombreuses demandes de la part de la commune des Marches, la gare est renommée « Gare des Marches » en 1863. À la suite de démarches prises dans le même sens par la commune de Chignin, la gare est renommée « Gare de Chignin - Les Marches » en 1878. Plus tard, le 13 août 1893, le conseil municipal de Chignin demande de faire raccourcir la gare au seul nom de la ville, considérant que celui en vigueur entraîne des perturbations dans les correspondances. Le conseil municipal des Marches s’y oppose. Rejeté par une décision du Ministre des Travaux publics, Jean Casimir-Perier, le 30 mars 1894, le changement de nom est définitivement refusé par le conseil général de la Savoie au cours de sa séance du 5 avril 1894.
Le 30 juin 1905, le tramway circulant entre la gare de Chambéry et la station thermale de Challes-les-Eaux est prolongé jusqu’à la gare de Chignin, en passant par Saint-Jeoire-Prieuré. Il cesse son activité cinq ans plus tard, le 20 juin 1910, lorsque le conseil général en reprend l’exploitation à la suite du dépôt de bilan de la Société Anonyme des Tramways de Savoie. Prévue pour être provisoire, la fermeture de la section Saint-Jeoire-Prieuré – Chignin devient définitive le 8 septembre 1910.
En mai 1913, à l’occasion de l’explosion du rocher de Torméry, un service télégraphique est installé dans la gare pour les correspondants de presse venus de Paris et un opérateur cinématographique.
Le prolongement du tramway vers Chignin est à nouveau évoqué dès 1926, avec les projets d’électrification du réseau. En juillet 1930, un électrobus est testé sur la ligne Chambéry-Challes-les-Eaux – Chignin. Il remplace définitivement le tramway à partir du 6 octobre suivant, mais cesse son activité en 1955.
À partir de septembre 1979, le réseau de bus de Chambéry, le Stac (renommé Synchro Bus en avril 2019) exploite une ligne vers la gare. Malgré la fermeture de cette dernière avant 2002, la ligne reste en service jusqu’en septembre 2005 : à cette date, son terminus est ramené à Saint-Jeoire-Prieuré, situé à quelques kilomètres au nord.

## Service des voyageurs
Deux lignes de transport routier interurbain disposent d’un arrêt à proximité : la ligne C3 du réseau du conseil départemental de la Savoie (Belle Savoie Express), circulant entre Chambéry et Chamoux-sur-Gelon, ainsi que la 6060 des cars du conseil départemental de l'Isère (Transisère), reliant Chambéry à Grenoble. Cette dernière ligne représente une substitution à l'ancienne desserte ferroviaire.

## Galerie

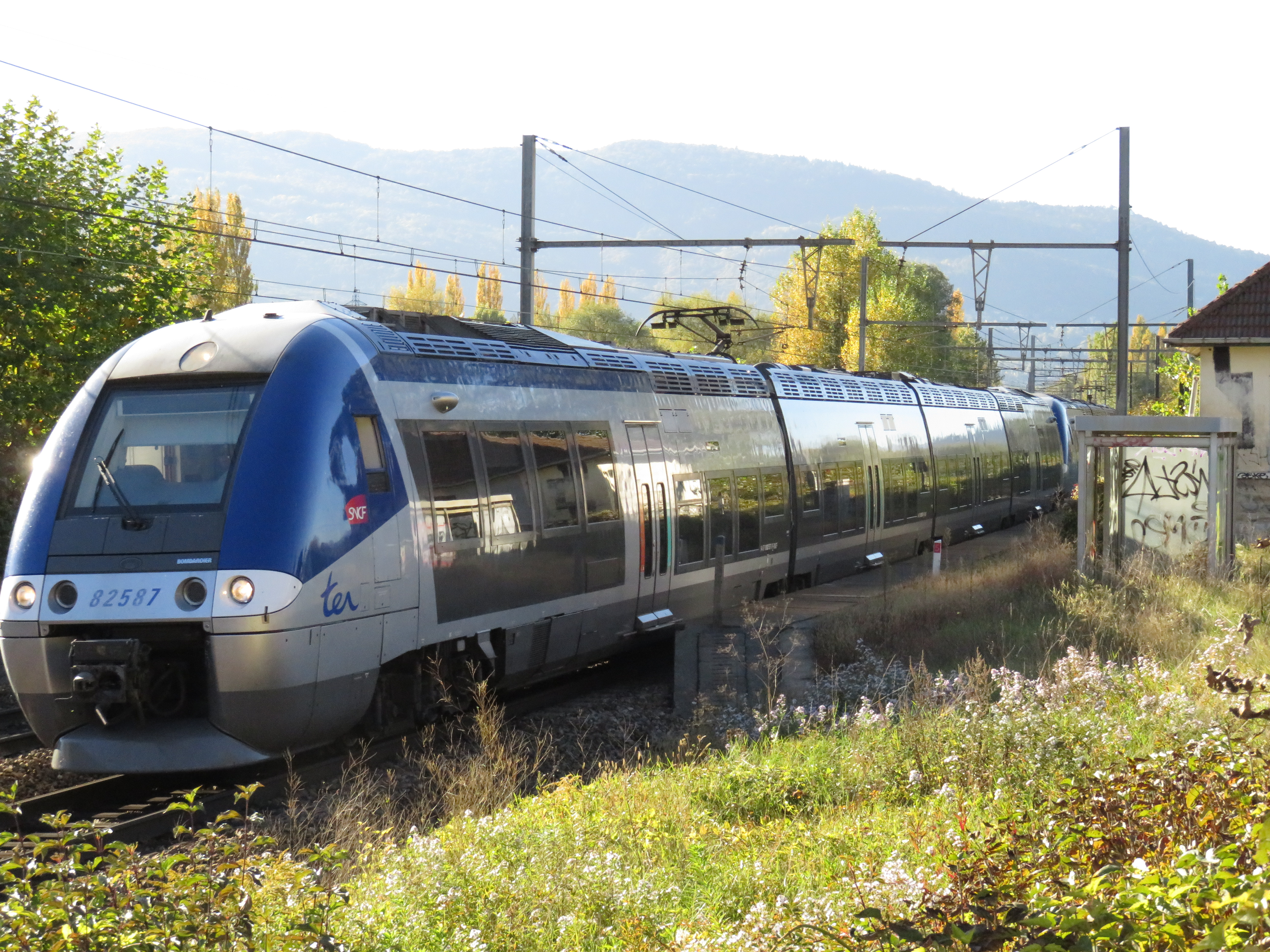
Une rame TER traversant la gare et se dirigeant vers Montmélian.
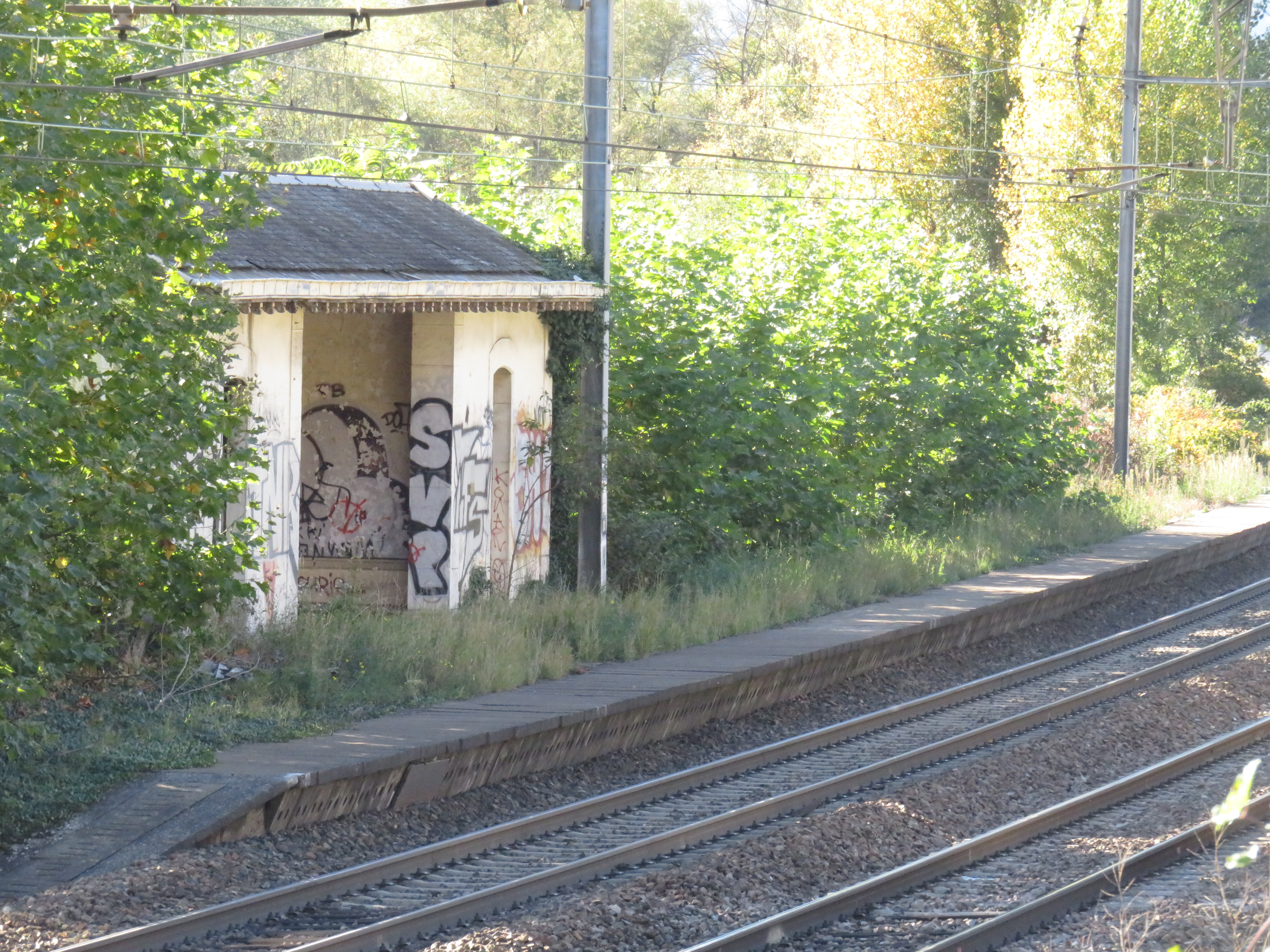
Un abri de quai dans le sens Italie-Chambéry.
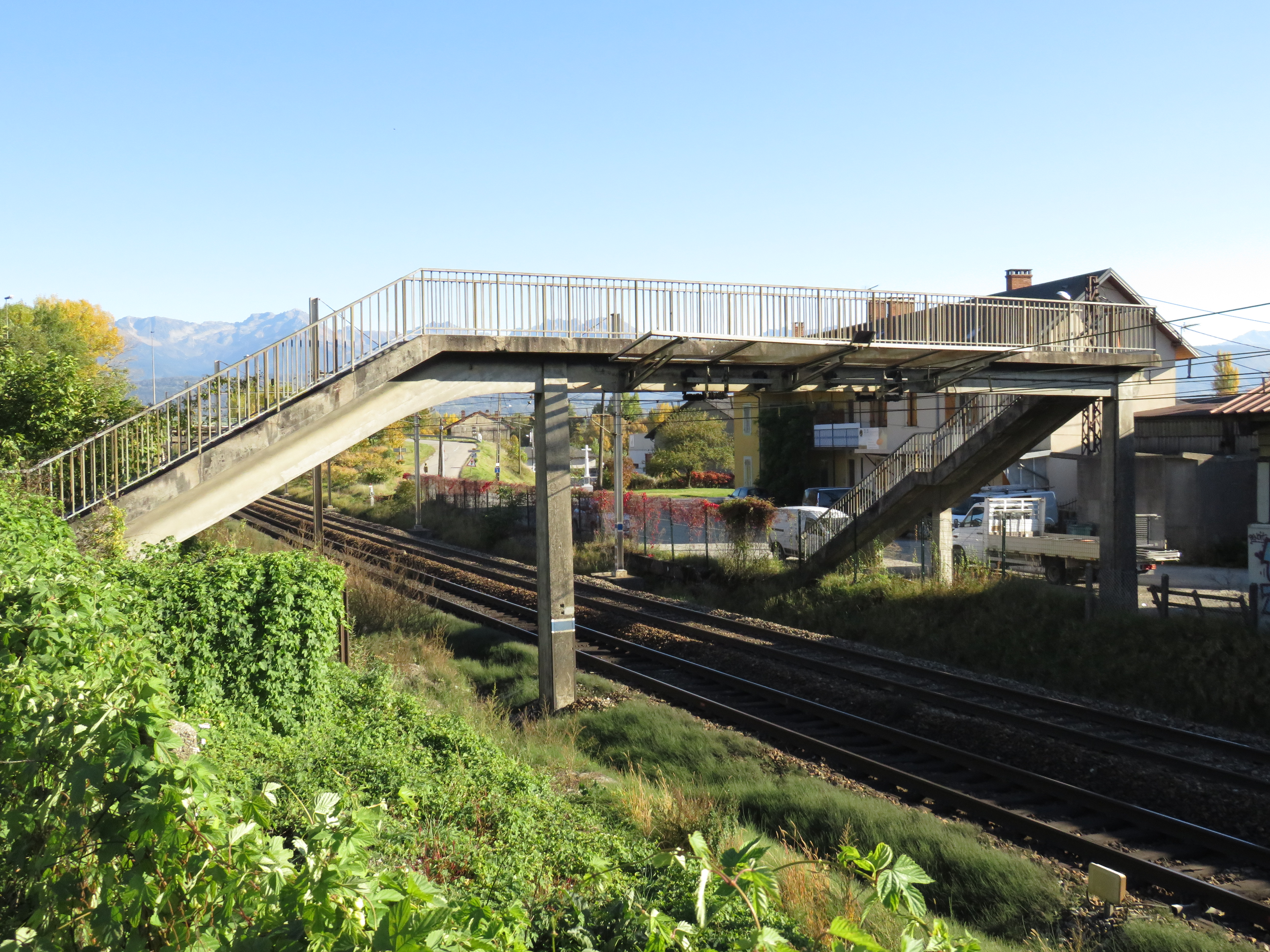
La passerelle pour piétons au-dessus des voies.
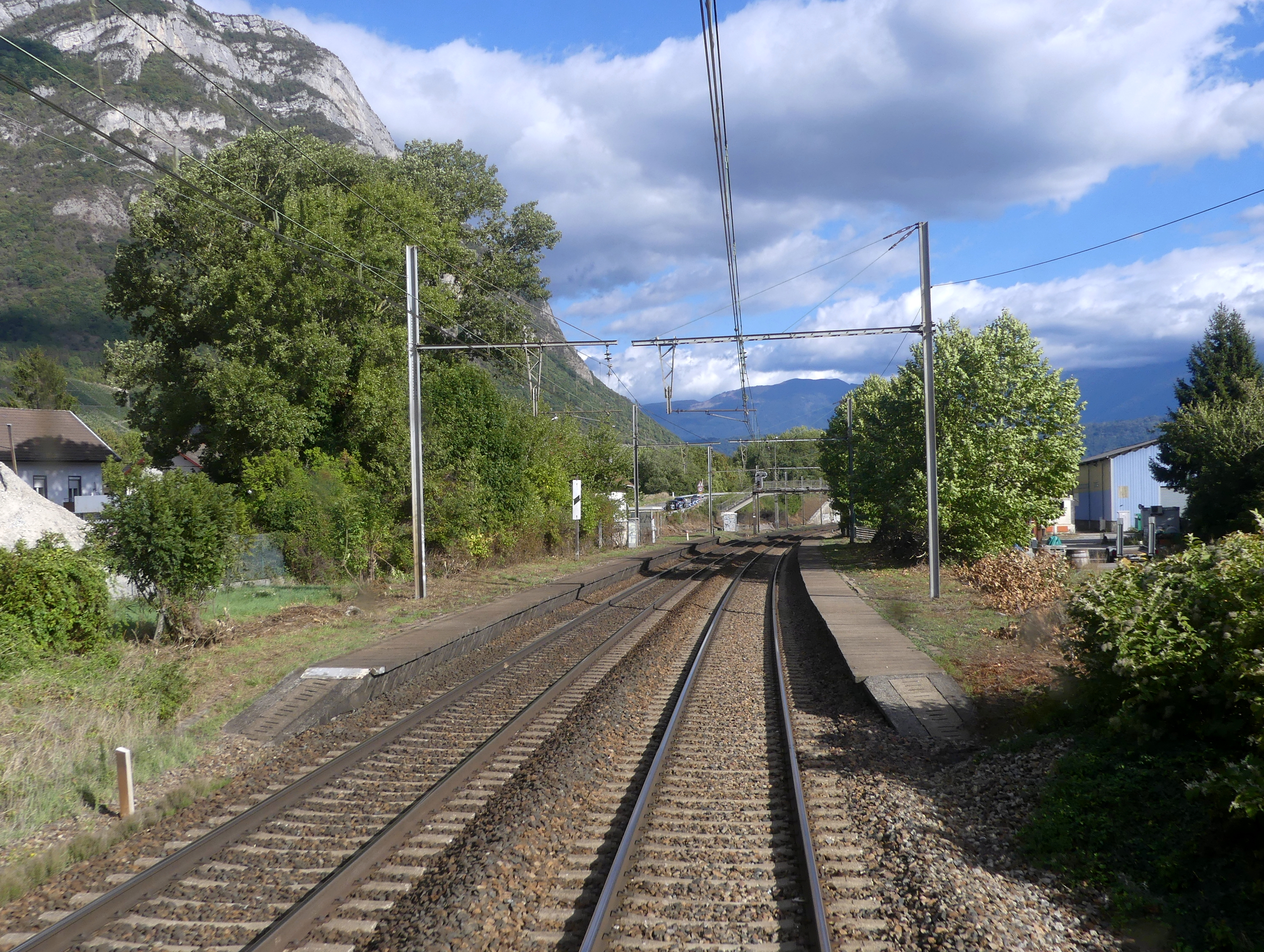
La gare en direction de Montmélian.